# Maya Picasso
María de la Concepción Picasso (Boulogne-Billancourt, 5 settembre 1935 – Neuilly-sur-Seine, 20 dicembre 2022) è stata una mecenate francese di origine spagnola, nonché figlia del pittore spagnolo Pablo Picasso e della modella francese Marie-Thérèse Walter.
Ha dedicato la maggior parte della sua vita allo studio e alla conservazione dell'eredità di suo padre.

## Biografia
I suoi nonni paterni furono José Ruiz y Blasco (1838-1913) e la spagnola Maria Picasso y Lopez (1855-1939). La sua nonna materna invece fu Émilie Marguerite Walter, mentre non si sa l'identità di suo nonno materno, dato che la stessa madre di Maya, Marie-Thérèse Walter, crebbe senza padre, che abbandonò la famiglia. 
Maya era la seconda dei quattro figli di suo padre. Aveva un fratellastro maggiore, Paulo (1921-1975, il padre di Bernard Ruiz-Picasso e Marina Picasso), nato dal matrimonio di suo padre con la ballerina Ol'ga Chochlova; e due fratellastri più giovani, Claude (nato nel 1947) e Paloma (nata nel 1949), dalla relazione del padre con la pittrice Françoise Gilot.
Divenne nota per essere stata rappresentata nella serie di dipinti di Picasso Maya con la bambola.
A 18 anni, andò a vivere in Spagna per studiare  al Liceo Francese di Madrid. Quindi andò a Barcellona, dove aiutò un cugino designer nei corsetti ortopedici. A 20 anni ritornò a Parigi dove lavorò in un settimanale femminile e ed ebbe il ruolo di assistente personale di Joséphine Baker.
Nell'estate 1955, passò del tempo con il padre assistendolo nella preparazione del film di Henri-Georges Clouzot, Le Mystère Picasso nello studio Victorine a Nizza.
Nel 1960 si sposò con Pierre Widmaier, soldato della marina militare con cui ebbe tre figli: Olivier, Richard e Diana, quest'ultima è diventata una storica dell'arte specializzata nel lavoro di suo nonno Pablo.
Nel 2017, la Gagosian Gallery presentò a Parigi la mostra Picasso and Maya: Father and Daughter, curata dalla figlia Diana. È stata la prima mostra dedicata ai ritratti di Picasso della figlia maggiore.
Maya Picasso morì per complicazioni polmonari il 20 dicembre 2022 all'età di 87 anni.;

## Ritratti di Picasso
Maya Picasso ha posato ripetutamente per i ritratti dipinti da suo padre quando aveva un'età compresa tra i sette e i 18 anni. È raffigurata da bambina in un ritratto del 1938 intitolato First Snow. Ha ricordato: "È stato il giorno in cui ho mosso i primi passi... indossavo stivaletti rosa che mio padre ha tenuto per tutta la vita".
Nello stesso periodo in cui completò la sua monumentale opera d'arte Guernica del 1937, Picasso realizzò una serie di ritratti di sua figlia, tra cui Maya con bambola e Maya in abito da marinaio, entrambi dipinti nel 1938. È noto per aver creato 14 ritratti di lei tra 1938 e 1939.
Nel 2017, Gagosian Gallery ha presentato a Parigi la mostra Picasso and Maya: Father and Daughter , curata da Diana Widmaier Picasso. È stata la prima mostra dedicata ai ritratti di Picasso della figlia maggiore.

## Donazioni nel 2021 al Museo Picasso
Nel 2021, Maya ha donato nove opere di Picasso nell'ambito di un accordo fiscale con lo Stato francese. La donazione consentirà agli eredi di evitare ingenti oneri fiscali sulle eredità.
Questa donazione aiuta a mantenere il Museo Picasso come il più grande deposito del lavoro del pittore, con oltre 5.000 pezzi, inclusi 300 dipinti.
La prima opera donata è Don José Ruiz (1895), un dipinto degli esordi artistici dell'artista. Picasso ha dipinto suo padre di profilo, con una tavolozza di marroni, catturando sulla tela la serietà di un uomo la cui disciplina è stata la chiave per l'inizio della carriera di Picasso come pittore.
Il secondo è Estudio para una interprete de mandolina (1932), opera mista a olio e carboncino, mentre il terzo – Niño con piruleta sitting debajo de una silla (1938) – è l'opera prescelta per essere svelata alla stampa e agli ospiti. È un dipinto all'apice del vigore artistico di Picasso: un ritratto cubista in bianco e nero che ricorda le figure con le spalle al muro di Guernica .
Ritratto di Émilie Marguerite Walter (Mémé) (1939) è nello stesso stile, ma la nonna di Maya, la madre svedese di Marie-Thérèse, è dipinta a colori.
La scultura La Venus del Gas (1945) dimostra la capacità di sorprendere di Picasso: l'artista utilizzò un fornello a gas, lo raddrizzò, vi attaccò un piedistallo di legno e lo trasformò magicamente in una dea dall'aria preistorica.
El Bobo (1959) concentra tutta l'influenza dei grandi maestri. È un dipinto ad olio che si appropria della figura del nano di corte, così spesso ritratto da Velázquez.
Picasso era anche molto interessato alla pittura del suo paese ospitante, quindi sua figlia ha donato al museo un album da disegno di Almuerzo sobre la Hierba (1863) di Edouard Manet.
Cabeza de hombre è un dipinto ad olio del 1971, scelto per illustrare la copertina del catalogo dell'ultima mostra sulla vita dell'artista.
L'ultimo pezzo donato alla Francia non è un'opera di Picasso, ma un pezzo che lo ha accompagnato per tutta la vita da quando l'ha acquistata nel primo decennio del XX secolo: una statuina Tiki delle Isole Marchesi, esempio di arte primitiva.
Per celebrare la donatrice, nel 2022 il Museo le ha dedicato la mostra Maya Ruiz-Picasso, daughter of Pablo, che ha proposto una rilettura delle opere di Picasso "through the prism of this filial relationship", provando a dimostrare come la sua figura "nourished and amplified the artist's interest in the theme of childhood"
.

## La diatriba sull'autenticazione delle opere del padre
Fino al 2012 l'autenticazione delle opere di Picasso poteva essere concessa in un primo momento da un comitato ufficiale formato da tutti e cinque gli eredi dell'artista. Quando il comitato si sciolse, in gran parte a causa di opinioni contrastanti tra Claude e Maya, questi due eredi iniziarono a rilasciare certificati di autenticità individuali indipendenti l'uno dall'altro. Maya, che aveva trascorso la maggior parte del tempo con Picasso, credeva di avere un senso intuitivo circa l'autenticità delle opere, ma è stata spesso criticata per i suoi tempi di risposta lenti e i metodi di ricerca poco accademici. Nel settembre 2012, gli altri quattro eredi fecero circolare una lettera, senza la firma di Maya, che annunciava una nuova procedura per l'autenticazione, nominando Claude unico autenticatore designato . Pur toccata dalla lettera ("L'ho scoperto solo quando un amico me lo ha detto... ero quasi morta"), fece successivamente dichiarare dal figlio di non essere più interessata per motivi di salute all'autenticazione .

## Contributi principali
Maya Picasso fu autrice di numerosi contributi sull'opera del padre in introduzioni a libri e cataloghi, interviste scritte e in video. Tra questi si segnalano:
- Les mystères Picasso: enquête sur le génie du XXe siècle, Issy-les-Moulineaux, Beaux-arts, 2014
- Picasso-Villers une aventure photographique (video), Paris, Centre national du cinéma et de l'image animée, 2014
- Picasso: un réfugié à Royan: 1939-1940, Vaux-sur-Mer, Comédiart, 2012
- Picasso Magic, sex, & death, Richmond Hill, American Home Treasures, 1999
- Legenden Pablo Picasso (1881-1973) (video), Mitteldeutscher Rundfunk, Norddeutscher Rundfunk, Südwestrundfunk, Westdeutscher Rundfunk, Produktion, 2001
- Picasso's world of children, New York, Prestel, 1996
- Fernande Olivier,Picasso e i suoi amici (traduzione della nuova edizione di Picasso et ses amis (1933), Roma, Donzelli 1993

## Riconoscimenti
- 2007 - Cavaliere della Legion d'onore[13]
- 2016 - Commendatore dell'Ordine delle arti e delle lettere[14]